# Dectes texanus
Dectes texanus là một loài bọ cánh cứng trong họ Cerambycidae.